# ادوارت دیتل
ادوارت وولرات کریستیان دیتل (به آلمانی: Eduard Wohlrath Christian Dietl) (۲۱ ژوئیه ۱۸۹۰ - ۲۳ ژوئن ۱۹۴۴) نظامی بلندپایه آلمانی در دوره رایش سوم بود که در جریان جنگ جهانی دوم یگان‌های بزرگی را از سطح لشکر تا ارتش میدانی در نیروی زمینی فرماندهی کرد. او بیشتر دوران جنگ در نواحی شمالی شامل نروژ و فنلاند در حال خدمت بود. دیتل ماه ژوئن سال ۱۹۴۴ هنگام پرواژ به قرارگاه هیتلر در سانحه هوایی شد و جان باخت.

## سال‌های اولیه
ادوارد دیتل روز ۲۱ ژوئیه سال ۱۸۹۰ در بات آیبلینگ زاده شد. پدرش صاحب‌منصب مالی بود. سال ۱۹۰۹ در تلاش تلاش، به عنوان افسر دانشجو به هنگ ۹ پیاده‌نظام بایرن پیوست. پس از تحصیل در دانشکده جنگ مونشن، ماه اکتبر سال ۱۹۱۱ با درجه ستوان دوم به سلک افسران درآمد. پس از آغاز جنگ جهانی اول، سال ۱۹۱۵ به درجه ستوان یکم ترفیع گرفت و یک گروهان را در هنگ خود فرماندهی کرد. ماه مارس سال ۱۹۱۸ به درجه سروان ترفیع گرفت. دیتل چهار مرتبه در طول جنگ مجروح شد. هنگام امضای آتش‌بس در بیمارستان بود.

## رایشسور
دیتل پس از جنگ سال ۱۹۱۹ عضو فرای‌کور بود. سال ۱۹۲۰ به حزب ناسیونال سوسیالیست ملحق شد. او یکی از حامیان کودتای مونشن در سال ۱۹۲۳ بود. در این حال به خدمت در رایشسور ادامه داد. یک گروهان را در هنگ ۱۹ پیاده‌نظام فرماندهی کرد و سپس در جایگاه‌های ستادی مختلف بود. مدتی در دانشکده پیاده‌نظام مونشن تدریس کرد. در ادامه با درجه سرگرد فرماندهی گردان ۳ کوهستان هنگ به او سپرده شد. روز ۱ ژانویه سال ۱۹۳۳ به درجه سرهنگ دوم ترفیع گرفت و فرمانده هنگ شد.

## ورماخت
دیتل سال ۱۹۳۵ به درجه سرهنگ ترفیع و در جایگاه فرماندهی هنگ تازه‌تشکیل‌شده ۹۹ کوهستان قرار گرفت. ماه آوریل سال ۱۹۳۸ به درجه سرتیپ ترفیع گرفت و به فرماندهی لشکر سوم کوهستان در گراتس در اتریش منصوب شد.

### جنگ جهانی دوم
ترفیع درجه:
- ۲۶ اکتبر ۱۹۱۱: ستوان دوم
- ۵ ژوئیه ۱۹۱۵: ستوان یکم
- ۲۲ مارس ۱۹۱۸: سروان
- ۱ فوریه ۱۹۳۰: سرگرد
- ۱ ژانویه ۱۹۳۳: سرهنگ دوم
- ۱ ژانویه ۱۹۳۵: سرهنگ
- ۱ آوریل ۱۹۳۸: سرتیپ
- ۹ مه ۱۹۴۰: سرلشکر
- ۱۹ ژوئیه ۱۹۴۰: سپهبد (ژنرال پیاده‌نظام)
- ۱ ژوئن ۱۹۴۲: ارتشبد

در پی آغاز جنگ جهانی دوم در ماه سپامبر سال ۱۹۳۹، دیتل لشکر خود را در نبرد لهستان فرماندهی نمود. این لشکر در جریان عملیات وزرئوبونگ برای تهاجم به نروژ، روز ۹ آوریل سال ۱۹۴۰ در نارویک پیاده شد و در ابتدا این بندر را تصرف کرد. یک هنگ از آن برای تسخیر تروندهایم به‌کار رفت. در همین حین نیروی دریایی بریتانیا شناورهای دریایی آلمانی را در مجاورت نارویک شکست داد. این اتفاق دیتل را در ساحل در شرایط دشواری قرار داد. نزدیک‌ترین یگان‌های آلمانی در جنوب با او حدود ‍۱٬۲۰۰ کیلومتر فاصله داشتند. به هر صورت با رسیدن شناورها به خشکی، دو هزار ملوان به نیروی او ملحق شد و مقدار زیادی تدارکات تامین گردید. لوفت‌وافه نیز چند قطعه کوچک توپخانه را از هوایی به موقعیت فرستاد. دیتل نیروی خود را به صورت دفاعی آرایش داد و زیر آتش قدرتمند کشتی‌های جنگی در مقابل حملات شدید نیروهای متفقین پایداری کرد. در جریان نبرد نارویک، دیتل روز ۹ مه سال ‍۱۹۴۰ به درجه سرلشکر ترفیع گرفت و نشان عالی صلیب شوالیه صلیب آهنین را دریافت نمود. با وجود این توان چندین تهاجم دشمن را دفع کند اما در این میان قوای او تحلیل رفت. در نهایت روز ۲۷ مه نیروهای مستعمراتی فرانسوی بندر نارویک را تصرف کردند. با وجود فرارسیدن مقداری نیروی کمکی به صورت چترباز، دیتل نتوانست از این اتفاق جلوگیری کرد. نیروهایی از دو مسیر زمینی و دریایی برای رها کردن دیتل از این وضعیت محاصره گسیل شد. گفته می‌شود دیتل زیر فشار، وارد کردن یگان خود به خاک سوئد، کشور مجاور بی‌طرف، را به شکل جدی از نظر گذراند؛ اقدامی که موجب اسارت آن‌ها می‌شد. با این حال پیش از آن که نیروهای آلمانی مسافت طولانی تا موضع او را طی کنند، مشخص شد دشمن خود بندرگاه را رها کرده است. در تمامی این مدت یگان‌های دیگر آلمانی بر سرتاسر نروژ مسلط شده بودند تا این کشور روز ۹ ژوئن تسلیم شود. پیروزی در ناوریک به اندازه‌ای بر روحیه آلمانی‌ها اثر گذار بود که نشان مخصوصی با عنوان سپر نارویک برای تقدیر از مشارکت‌کنندگان در آن پدید آمد.
دیتل روز ۱۹ ژوئیه سال ۱۹۴۰، تنها اندکی بیش از دو ماه پس از مورد پیشین و همزمان با ترفیع چندین تن از فرماندهان ارشد حاضر در نبرد فرانسه، به درجه سپهبد (ژنرال پیاده‌نظام بعدا ژنرال نیروهای کوهستان) ترفیع گرفت و فرمانده سپاه کوهستان نروژ شد. همان روز دیتل، به عنوان نخستین سرباز آلمانی، نشان برگ‌های بلوط صلیب شوالیه را که به‌تازگی ایجاد شده بود، دریافت کرد. در پی آغاز عملیات بارباروسا، تهاجم به شوروی از ماه ژوئن سال ۱۹۴۱، سپاه دیتل با دو لشکر کوهستان در منتهی الیه شمالی جبهه شرقی، در همکاری با نیروهای فنلاندی به سمت بندر کلیدی مورمانسک یورش برد. پیشروی در جغرافیای مردابی و جنگلی این منطقه به دشواری صورت می‌گرفت و دشمن هم مقاومت شدیدی می‌کرد. به‌شکلی که دیتل روز ۱۷ سپتامبر وادار به عقب‌نشینی و گرفتن موضع دفاعی در خط زود لیتسا در ناحیه پتسامو شد. او ماه ژانویه سال ۱۹۴۲ به فرماندهی تمامی نیروهای آلمانی در باپلند منصوب گردید. ماه ژوئن همان سال به درجه ارتشبد ترفیع گرفت.
دیتل به عنوان یک ناسیونال سوسیالیست سفت‌وسخت همواره مورد توجه آدولف هیتلر، پیشوای آلمان بود. دستگاه تبلیغاتی رایش سوم سعی داشت از او یک قهرمان بسازد. به او دیگر قادر به دستیابی به دستاورد بزرگی نشد. دیتل روز ۲۳ ژوئن سال ۱۹۴۴ به نزد هیتلر در اوبرزالتسبرگ فراخوانده شد تا در ارتباط با روابط آلمان با فنلاند که تمایلی به ادامه اتحاد نداشت، با او مشورت شود. ارتشبد ادوارت دیتل در راه این ملاقات دچار سانحه هوایی شد و جان باخت. شمشیرهای صلیب شوالیه روز ۱ ژوئیه سال ۱۹۴۴ پس از مرگ به او اعطا گردید.